# Алексеев, Николай Александрович (предприниматель)
Никола́й Алекса́ндрович Алексе́ев (15 [27] октября 1852, Москва — 13 [25] марта 1893, там же) — московский предприниматель, благотворитель, политик, организатор городского хозяйства, происходит из купеческой династии Алексеевых. В 1885—1893 годах — городской голова Москвы. Алексееву Москва обязана строительством современных систем водопровода, канализации, школ и больниц.

## Происхождение
Николай Александрович родился в купеческом роду Алексеевых, из которого также вышел К. С. Станиславский — его двоюродный брат. Со времён пожара 1812 года Алексеевы базировались у Рогожской заставы, в Алексеевских улицах (позже переименованных в Коммунистические). Мать, урождённая Бостанжогло — из греческого купеческого рода. «Он соединил в себе хитрость и утончённость грека с разнузданностью русской натуры» (Б. Н. Чичерин).
К тридцати годам Николай — во главе Правления торгового и промышленного Товарищества «Владимир Алексеев». Управлял крупными предприятиями в Пушкине, Харькове и Подмосковье. Семейство владело большой «канительной» фабрикой (производство золотых и серебряных нитей).[≡] Одновременно он входит в городскую политику: с 1881 года Алексеев — гласный Московской городской думы. В ноябре 1885 года тридцатитрёхлетний Алексеев избран городским головой Москвы.

Современники описывали его так: высокий, плечистый, могучего сложения, с быстрыми движениями, с необычайно громким, звонким голосом, изобиловавшим бодрыми, мажорными нотами, был весь — быстрота, решимость и энергия.[≡]

## Городской голова Москвы

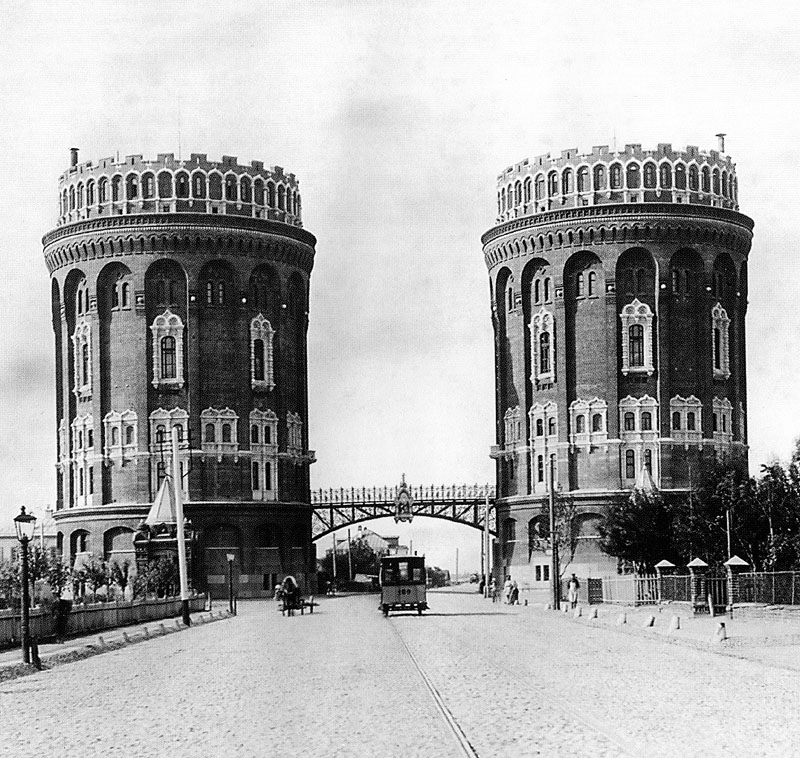
Водонапорные башни у Крестовской заставы (не сохранились). При Алексееве самотёчный Мытищинский водопровод приобрёл насосные станции

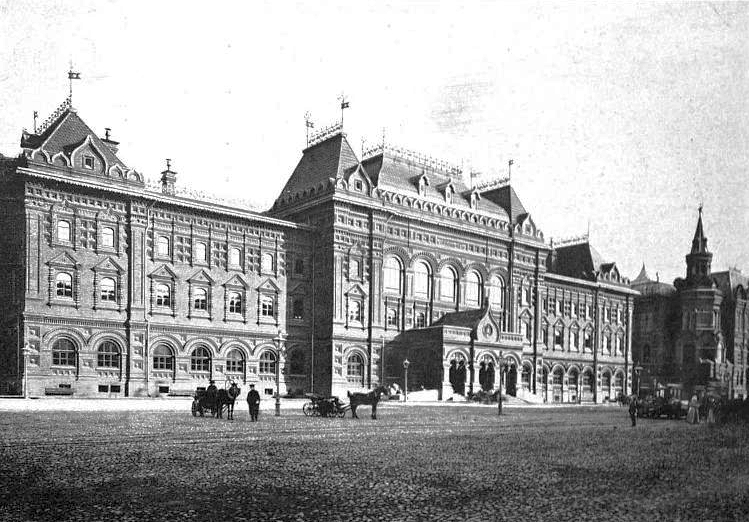
Московская городская дума

Алексеев повернул хозяйство города на путь независимого от имперской власти, муниципального развития. Для этого были нужны собственные источники доходов (налоговые поступления составляли не более трети бюджета), и Алексеев проявил талант управленца в создании таких источников. По инициативе Алексеева город учреждал коммерческие муниципальные предприятия, которые строились на заёмные деньги, начиная с 1887 года. В 1892 город выпустил облигационный заём на сумму, примерно равную годовому доходу (7 млн руб.). Муниципальные предприятия в целом вышли на прибыль только во второй половине 1890-х гг, после гибели Алексеева, а к 1913 году их вклад в бюджет достиг 55 % доходной части.
При нем вышел Закон, запрещавший в черте Садового кольца возведение или ремонт деревянных построек, что ускорило обновление на каменные. Приехав вместе с обер-полицмейстером Власовским на пожар деревянного дома ветеринарного врача С. Г. Гаврилова по Афанасьевскому переулку, городской голова сказал собравшейся толпе москвичей:[≡] 

«Ну, слава богу, ещё одним деревянным домом в Москве меньше!»[≡]
Алексеев также консолидировал воедино инициативы московских благотворителей, начиная с самого себя, и направлял их на первоочередные нужды города. Принимал энергичное участие в совещании генерал-губернатора великого князя Сергея Александровича по сбору пожертвований на организацию помощи голодающим в результате крупного неурожая 1892 года в восточных губерниях страны, от чего возникли слухи, что он займёт пост министра торговли.[≡] От жалованья (12 000 рублей в год) он отказался. За десятилетие (1887—1897) доходы города выросли с 4,7 до 10,8 млн руб., а дефицит сократился с 1,3 млн руб. до нуля. Прирост доходов позволил приступить к давно необходимой модернизации коммунального хозяйства.

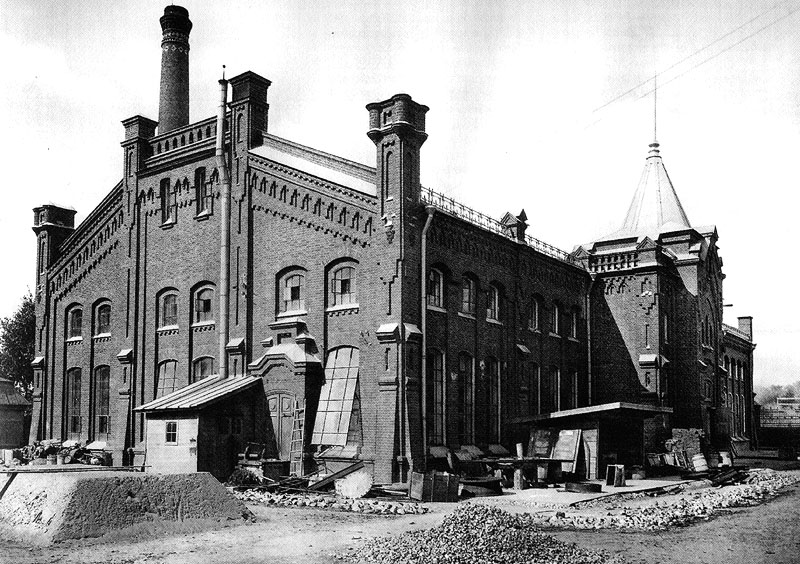
Канализационно-насосная станция в Крутицах — сегодня музей Мосводоканала

Важнейшей постройкой по инициативе Алексеева стали московский водопровод и канализация. Ранее вода из Мытищинского водопровода поступала самотёком к водоразборным фонтанам. В 1883 году Дума передала строительство водопровода концессионерам, но этот проект провалился. При Алексееве город самостоятельно выстроил насосные станции, позволившие довести водопровод до каждого дома, и реконструировал магистральные водоводы. Две напорные башни у Крестовской заставы (впоследствии уничтоженные) были оплачены Алексеевым лично.
По инициативе Алексеева все скотобойни были выведены из города и сконцентрированы в Калитниках (нынешний Микояновский мясокомбинат). Завершена постройка Исторического музея (архитектор Владимир Шервуд), и построено здание Городской думы по проекту архитектора Дмитрия Чичагова (впоследствии Музей Ленина).
Николай Александрович являлся попечителем нескольких начальных учебных заведений, директором Попечительного о тюрьмах комитета, директором Русского музыкального общества, казначеем Дамского комитета Общества Красного Креста. При нём в городе было выстроено 30 городских училищ. Именно при Алексееве (1892) П. М. Третьяков передал в дар городу коллекцию своей галереи.
В бытность его городской головой Московская Дума положительно решила вопрос о предоставлении земли под строительство университетских клиник на Девичьем поле и Музея изящных искусств. Состоял почётным членом Общества для пособия нуждающимся студентам Московского университета. В 1890 году предоставил капитал на учреждение в Московском университете благотворительной стипендии имени князя В. А. Долгорукова.

## Алексеевская больница

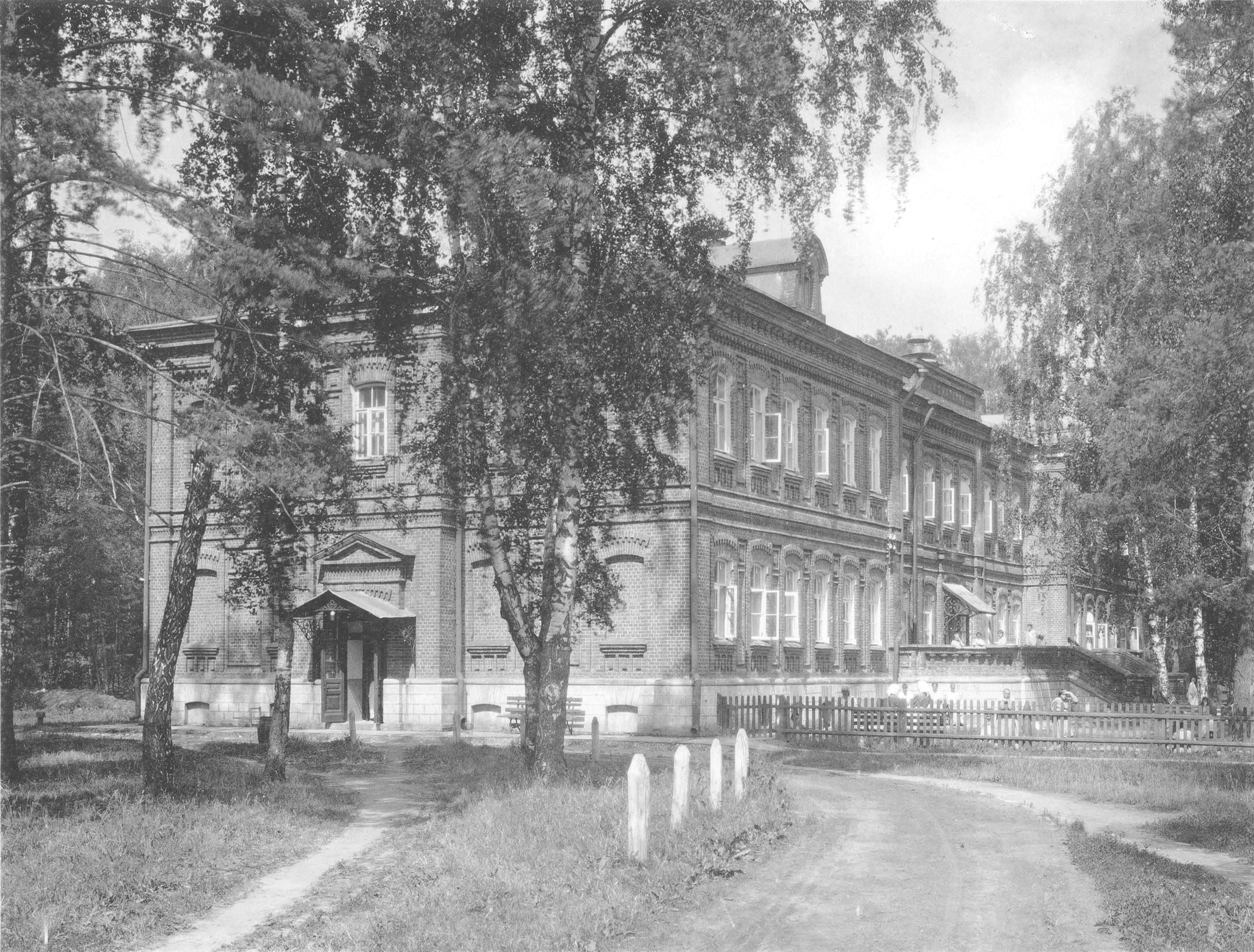
Психиатрическая больница им. Н. А. Алексеева на Канатчиковой даче. Корпус им. А. С. Капцова. Москва, 1913 год

Алексееву принадлежит инициатива строительства московской психиатрической больницы № 1. Деньги собирались по подписке с московских благотворителей. Существует легенда, что один из купцов (предположительно, Ермаков) заявил Алексееву: «Поклонись при всех в ноги — дам миллион (по другим источникам — триста тысяч) на больницу». Алексеев так и сделал — и получил деньги. Для строительства был приобретён земельный участок за Серпуховской заставой у купца Канатчикова (отсюда «Канатчикова дача»), а на деньги Ермакова был позже выстроен Ермаковский корпус.
Именно душевнобольной застрелил Алексеева 9 марта 1893 года в его думском кабинете выстрелом в живот. Более суток врачи боролись за жизнь московского градоначальника. Умирая, Н. А. Алексеев завещал 300 000 рублей на содержание больницы. Две первые очереди Алексеевской больницы открылись после его гибели — в 1894 и 1896 годах. Алексеев был похоронен в Новоспасском монастыре; в советские времена его могилу, как и всё монастырское кладбище, уничтожили.
Александра Владимировна, вдова Николая Александровича, унаследовала его место в руководстве предприятиями Алексеевых и также выделяла средства на благотворительность, входила в попечительские советы московских школ и больниц. Всего супруги Алексеевы передали на благотворительность свыше двух миллионов рублей.

## Память
В память об Алексееве названы:

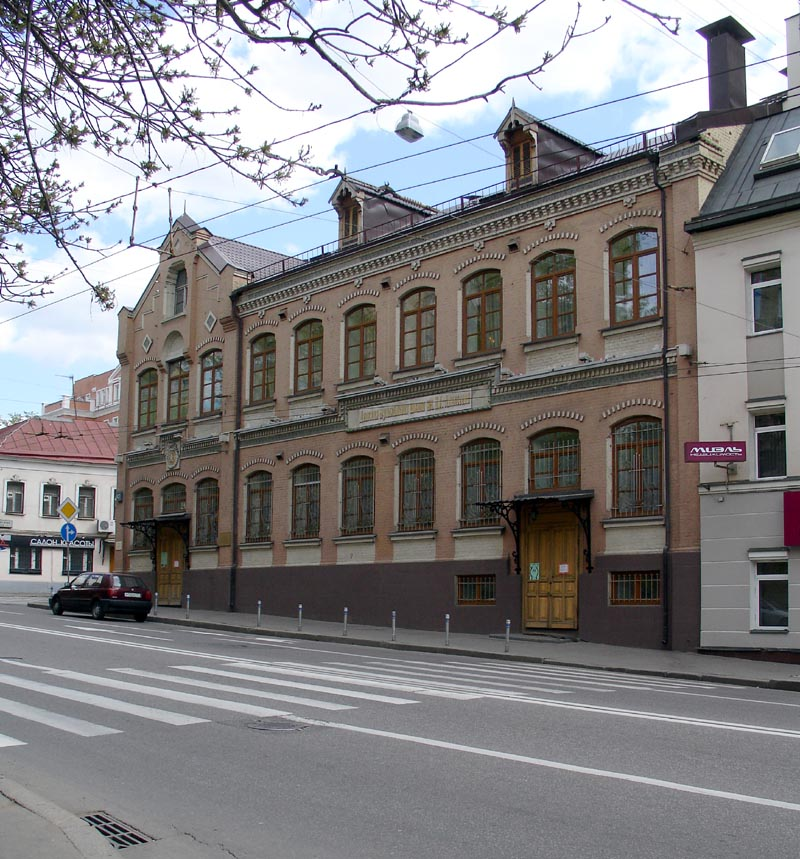
Музыкальная школа имени Алексеева

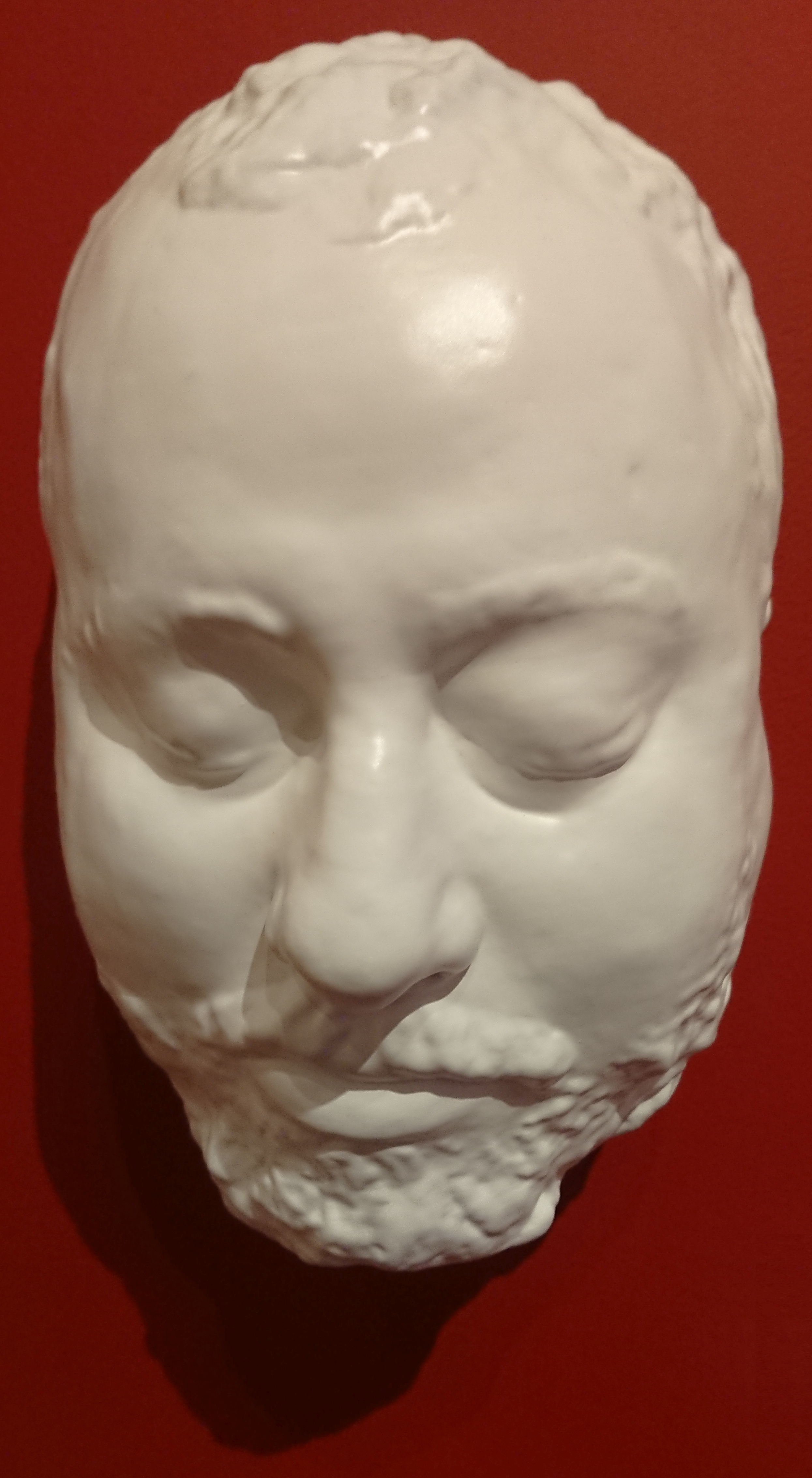
Посмертная маска Н. А. Алексеева в Музее современной истории России

- Московская клиническая психиатрическая больница имени Н. А. Алексеева (она же «Канатчикова дача», она же — в 1922—1994 гг. — Больница имени П. П. Кащенко)
- Музыкальная школа имени Н. А. Алексеева на Николоямской улице, 42 — построена на деньги Алексеева

Любопытно, что название родовой вотчины семьи Алексеевых — бывшая Большая Алексевская улица (до второй половины 2008 года — Большая Коммунистическая ул., со второй половины 2008 года — улица Александра Солженицына; на храме Мартына Исповедника висит табличка «Алексеевская улица»; бывшая Малая Алексеевская — ныне улица Станиславского, названная так в честь другого знаменитого отпрыска семьи) — к Алексеевым отношения не имело, поскольку улицы были названы так по наименованию ближнего храма.
15 октября 2022 года в Москве состоялось торжественное открытие памятника Николаю Алексееву, который был установлен на территории Психиатрической клинической больницы № 1 имени Н. А. Алексеева. Мероприятие было приурочено к 170-летию со дня его рождения. Руководителем проекта стал скульптор, почетный член Российской академии художеств Константин Зинич.